# Médusa
Pour les articles homonymes, voir Medusa.
Medusalith Amaquelin-Boltagon, alias Médusa (« Medusa » en VO) est une super-héroïne évoluant dans l'univers Marvel de la maison d'édition Marvel Comics. Créé par le scénariste Stan Lee et le dessinateur Jack Kirby, le personnage de fiction apparaît pour la première fois dans le comic book Fantastic Four (vol. 1) #36 en mars 1965.

## Biographie du personnage
Médusa appartient à la race des Inhumains, une race d'humains mutés vivant actuellement sur la face cachée de la Lune dans la cité d'Attilan. En tant que nièces de la reine des Inhumains, sa sœur Crystal et elle appartiennent à la famille royale.
Quand son cousin Maximus crée le Trikon pour attaquer Attilan, elle tente de protéger la ville mais son véhicule s'écrase sur Terre. Amnésique, elle ne se rappelle que son nom. Perdue dans le monde des humains, elle se lie avec Paul Dumas, un criminel français qui fait d'elle une voleuse. Il finit par la trahir. Durant sa fuite, elle rencontre le Sorcier qui l'intègre aux Terrifics (Frightful Four (en)). Ses apparitions en public permettent à la famille royale de la localiser. En leur présence, elle recouvre rapidement sa mémoire.
Elle rentre avec la famille royale à Attilan où elle demeure un temps avant de retourner étudier l'attitude des Humains à l'égard des Inhumains à la demande de Flèche noire. À cette occasion, elle affronte Spider-Man.
Les Inhumains décident de continuer à vivre à l'écart de l'humanité. Toutefois, quand la Femme invisible quitte les Quatre Fantastiques, Flèche noire demande à Médusa de la remplacer. Il entend ainsi les remercier de leur aide envers les Inhumains et poursuivre son observation des Humains. Médusa combat à leurs côtés contre Omega, Thundra, l'Homme-dragon, Gideon, Warhead, Miracle Man, Annihilus, Darkoth (en), Ternak et le Docteur Fatalis. Au retour de Jane dans l'équipe, elle regagne Attilan.
Depuis toujours amoureuse de Flèche noire, le roi des Inhumains, elle l'épouse enfin. Elle le seconde au pouvoir et lui sert d'interprète car le son de sa voix provoque des catastrophes. Ils ont un fils unique, Ahura.

## Pouvoirs et capacités
Médusa possède comme caractéristique principale une longue et épaisse chevelure de couleur rousse. Grâce à son exposition à la brume tératogène, chaque mèche de ses cheveux a acquis une grande résistance à la traction, des capacités d'élasticité et une résistance au cisaillement dépassant de loin les cheveux humains.
Comme tous les Inhumains, son système immunitaire est plus faible que celui d'un être humain moyen. Cependant, en raison de ses fréquentes aventures dans le monde extérieur sur Terre, son système immunitaire a été renforcé, si bien qu'il n'est plus aussi faible en comparaison avec celui de ses compagnons Inhumains. Médusa a dès lors renforcé sa résistance aux polluants du monde extérieur, ce qui lui a permis de rejoindre les Quatre Fantastiques pendant une période (voire d'être un ancien membre des Terrifics).
En complément de ses pouvoirs, Médusa possède des capacités physiques améliorées, typiques de celles accordées par la physiologie de la race Inhumaine, génétiquement supérieure aux humains. Elle est également très compétente pour interpréter les gestes et le langage corporel de Flèche noire, et maîtrise une langue des signes spéciale dont elle se sert pour communiquer avec lui.
- Médusa possède la capacité psychocinétique d'animer ses cheveux pour effectuer un certain nombre de prouesses, y compris l'allongement de ceux-ci à près de deux fois leur longueur normale (les cheveux de Médusa mesurent environ 1,80 m lorsqu'ils sont détendus), et peut utiliser ses cheveux pour soulever et déplacer des objets lourds (jusqu'à une limite de 1,6 tonne). Elle doit cependant « ancrer » une portion de sa chevelure pour supporter ce genre de masses[1].
- Elle peut contrôler le mouvement de ses cheveux comme de simples appendices croissant sur son crâne. Un champ psionique imprègne les cellules mutagéniquement altérées de ses cheveux, provoquant une attraction mutuelle à travers les espaces existants entre chaque brins. Ces forces, relativement petites, opèrent conjointement pour développer des forces plus importantes. Grâce à la concentration, elle peut disposer psioniquement ses cheveux de toutes les manières imaginables par elle. Elle peut faire claquer ses cheveux dans l'air comme un fouet (la pointe de ses cheveux se déplace alors plus vite que la vitesse du son) ou les faire tourner comme un ventilateur.
- Elle peut lier des personnes ou des objets avec ses cheveux comme si c'était une corde, ou les utiliser pour soulever des objets qui pèsent plus que ce qu'elle pourrait normalement soulever avec les bras. Son cuir chevelu, son crâne et son cou ne supportent pas le poids des objets qu'elle soulève : ceux-ci sont maintenus en l'air par la force psionique qui parcourt ses cheveux.
- Médusa peut également effectuer des manipulations délicates avec ses cheveux, telles que le crochetage ou l'enfilage d'une aiguille, et des actes de coordination complexes tels que taper sur un clavier ou mélanger un jeu de cartes avec ceux-ci.
- Même si elle ne possède pas de terminaisons nerveuses dans ses cheveux, elle peut « ressentir » des sensations sur toutes les parties de ses cheveux, grâce à une forme de rétroaction mentale de son champ psionique.

En utilisant ses cheveux, Médusa est devenue une cambrioleuse accomplie. Elle est également capable de conserver un certain contrôle sur ses cheveux après les avoir coupés ou lorsque ceux-ci sont séparés de son cuir chevelu.

## Versions alternatives
Dans la mini-série Marvel 1602, Madame Méduse est une Française membre des Frightful Four; décrite comme « inhumaine » (bien que son origine ne soit pas précisée) elle a les traits d'une véritable gorgone avec des serpents à la place des cheveux et un regard pétrifiant, c'est pourquoi elle porte un voile qui lui couvre les yeux.
Dans l'univers Marvel Zombies, Méduse, ainsi que toute la famille royale inhumaine, sont mutées en zombies et tuées par Machine Man.
Dans l'univers alternatif de Heroes Rising, Attilan accueille les Quatre Fantastiques pour l’aider ainsi que Black Bolt contre Maximus. Une différence substantielle dans cette réalité est que les Inhumains vénèrent Galactus, le Dévoreur de Monde.
Dans la réalité de la Terre X  Par la suite, les deux hommes développent réellement de l'affection l'un pour l'autre malgré le retour à la vie de la femme de l'homme, Meggan.
Le même sujet en détail : Ultimate Fantastic Four
Dans l'univers Ultimate Fantastic Four, Medusa apparaît dans le rôle habituel de reine des Inhumains et d'épouse de Black Bolt. Comme la créature mythologique du même nom, Elle a des serpents pour cheveux et une peau verte, mais ses pouvoirs sont inconnus. De plus, il n'a pas qu'une seule sœur cadette mais deux : Crystal et Gorgone (qui en plus de ne pas être sa cousine dans l'univers Ultimate est une femme) tandis que Maximus n'a aucun sentiment pour elle. Contrairement à son homologue canonique, Ultimate Medusa se présente finalement comme fidèle uniquement à son peuple, méfiante à l'égard des Quatre Fantastiques et convaincue que les humains et les inhumains ne pourront jamais coexister pacifiquement.

## Apparitions dans d'autres médias
Sauf indication contraire, les informations mentionnées dans cette section peuvent être confirmées par la base de données cinématographiques IMDb,  présente dans la section « Liens externes ».

### Télévision
- 2013 : Hulk et les Agents du S.M.A.S.H. (série d'animation)
- 2014 : Ultimate Spider-Man (série d'animation)
- depuis 2016 : Avengers : Ultron Revolution (série d'animation)

Interprétée par Serinda Swan dans l'univers cinématographique Marvel
- 2017 : Inhumans (série télévisée)[2]